# Nazionale femminile di hockey su prato della Francia
La nazionale di hockey su prato femminile della Francia è la squadra femminile di hockey su prato rappresentativa della Francia ed è posta sotto la giurisdizione della Fédération Française De Hockey.

## Partecipazioni

### Mondiali
- 1974 – 7º posto
- 1976 – 6º posto
- 1978 – non partecipa
- 1981 – 9º posto
- 1983 – non partecipa
- 1986 – non partecipa
- 1990 – non partecipa
- 1994 – non partecipa
- 1998 – non partecipa
- 2002 – non partecipa
- 2006 – non partecipa
- 2010 – non partecipa
- 2014 – non partecipa
- 2018 – non partecipa

### Olimpiadi
- 1980-2008 – non partecipa

### Champions Trophy
- 1987-2009 – non partecipa

### EuroHockey Nations Championship
- 1984 – 10º posto
- 1987 – 10º posto
- 1991 – 10º posto
- 1995 – 7º posto
- 1999 – 10º posto
- 2003 – 8º posto
- 2005 – 8º posto
- 2007 – non partecipa
- 2009 – non partecipa